# エッグボックス
株式会社エッグボックス（Egg Box COPORATION）は、かつてアミューズメント施設を手がけていた日本の企業。

## 概要
1980年12月に神戸市で設立。近畿地方を中心に「VIVACE（ビバーチ）」の屋号でショッピングセンターやロードサイドを中心にアミューズメント施設を展開し、若年層を中心に人気を集めた。また、日本アミューズメント産業協会にも加盟していた。1985年に株式会社セガ・エンタープライゼス（後のセガ）と資本提携。
1996年3月に、同じセガグループであるトムス・エンタテインメントの完全子会社となったが、2006年4月に経営陣によるマネジメント・バイアウトにより、セガサミーグループを離脱。その後は愛知県や山口県にも出店し、2009年3月期の売上は約16億4000万円をマークした。
しかし、オンラインゲームやスマートフォンゲームの台頭により業績が悪化。2018年3月期の売上は約7億3000万円にまで落ち込み、2018年3月決算においても1億1072万円の最終赤字を計上した。
年商に匹敵する借入負担もあり、今後の経営は困難として、2019年1月7日に全5店舗を閉鎖して事業停止。事後処理を弁護士に一任。同年2月8日に名古屋地方裁判所から破産手続開始決定を受けた。そして2021年3月11日に法人格が消滅した。
最後まで営業していた5店舗の内、水口店を除く4店舗は同業者が引き継いだ。大府店の跡地はバンダイナムコアミューズメントが引き継ぎ、2019年7月に「ナムコあそびパーク大府店」として再オープンした他、岡山市に本社があるアミパラも3店舗を引き継ぎ、松江店の跡地は2019年8月に「アミパラ松江店」として、久御山店の跡地は同年9月に「アミパラ久御山店」として、周南店の跡地は同年10月に「アミパラ新南陽店」として再オープンした。

## 沿革
- 1980年12月 - 神戸市中央区に株式会社大王振興として設立。
- 1985年 - 株式会社セガ・エンタープライゼス（後の株式会社セガ）と資本提携。
- 1986年4月 - 神戸地域を中心にアミューズメント施設を開設。
- 1993年2月 - セガ・エンタープライゼスの完全子会社となる。
- 1996年3月 - 株式会社トムス・エンタテインメントの完全子会社となる。
- 2000年4月 - 本店所在地を大阪府吹田市へ移転。商号を株式会社オーペスへ変更。
- 2006年4月 - 代表取締役社長のマネジメント・バイアウトにより、セガサミーグループを離脱。
- 2007年7月 - 本店所在地を大阪市淀川区西中島に移転。商号を株式会社エッグボックスへ変更。
- 2012年5月 - 本店所在地を大阪市淀川区宮原に移転。
- 2015年7月 - 本店所在地を大阪府吹田市へ移転。
- 2018年6月 - 本店所在地を名古屋市熱田区旗屋へ移転。
- 2019年
  - 1月7日 - 全店舗を閉店し事業停止。
  - 2月8日 - 名古屋地方裁判所から破産手続開始決定を受ける。
- 2021年3月11日 - 法人格消滅。

## 事業停止時点で運営していた店舗
バンダイナムコアミューズメントの店舗となった店舗
- VIVACE大府店 - 愛知県大府市（リソラ大府ショッピングテラス内、本社と同一） - 2019年7月に「ナムコあそびパーク大府店」として開業。

アミパラの店舗となった店舗
- VIVACE松江店 - 島根県松江市 - 2019年8月に「アミパラ松江店」として開業。
- VIVACE久御山店 - 京都府久世郡久御山町（イオンタウン久御山内） - 2019年9月に「アミパラ久御山店」として開業。
- VIVACE周南店 - 山口県周南市（イオンタウン周南内） - 2019年10月に「アミパラ新南陽店」として開業し、2022年3月に旧：VIVACE周南店時代から使用していた建物から別フロアへ移転。

同業者へ引き継がれなかった店舗
- VIVACE水口店 - 滋賀県甲賀市水口町 - 跡地には2021年7月に快活CLUB甲賀水口店が開業。